# Colonne Morris
Pour les articles homonymes, voir Colonne (architecture) et Morris.
Une colonne Morris est un élément du mobilier urbain initialement parisien, mais présent dans beaucoup de villes françaises. Elle tire son nom de l'imprimeur éponyme Gabriel Morris à qui une concession publicitaire fut octroyée en 1868. De forme cylindrique, elle sert principalement de support à la promotion des spectacles et des films. Si sa silhouette et son aspect général ont peu évolué depuis sa création, des perfectionnements et des fonctions nouvelles sont apparus au cours du temps. Aujourd’hui, par exemple, elle peut être éclairée à la nuit tombée. Elle peut être rotative pour une meilleure exposition des affiches, et celles-ci sont fréquemment protégées des intempéries et des incivilités par un vitrage. L'espace qu'elle abrite en son sein est parfois utilisé pour entreposer le matériel de nettoyage de la voirie, abriter des toilettes ou des téléphones publics.

## Historique

### Installation

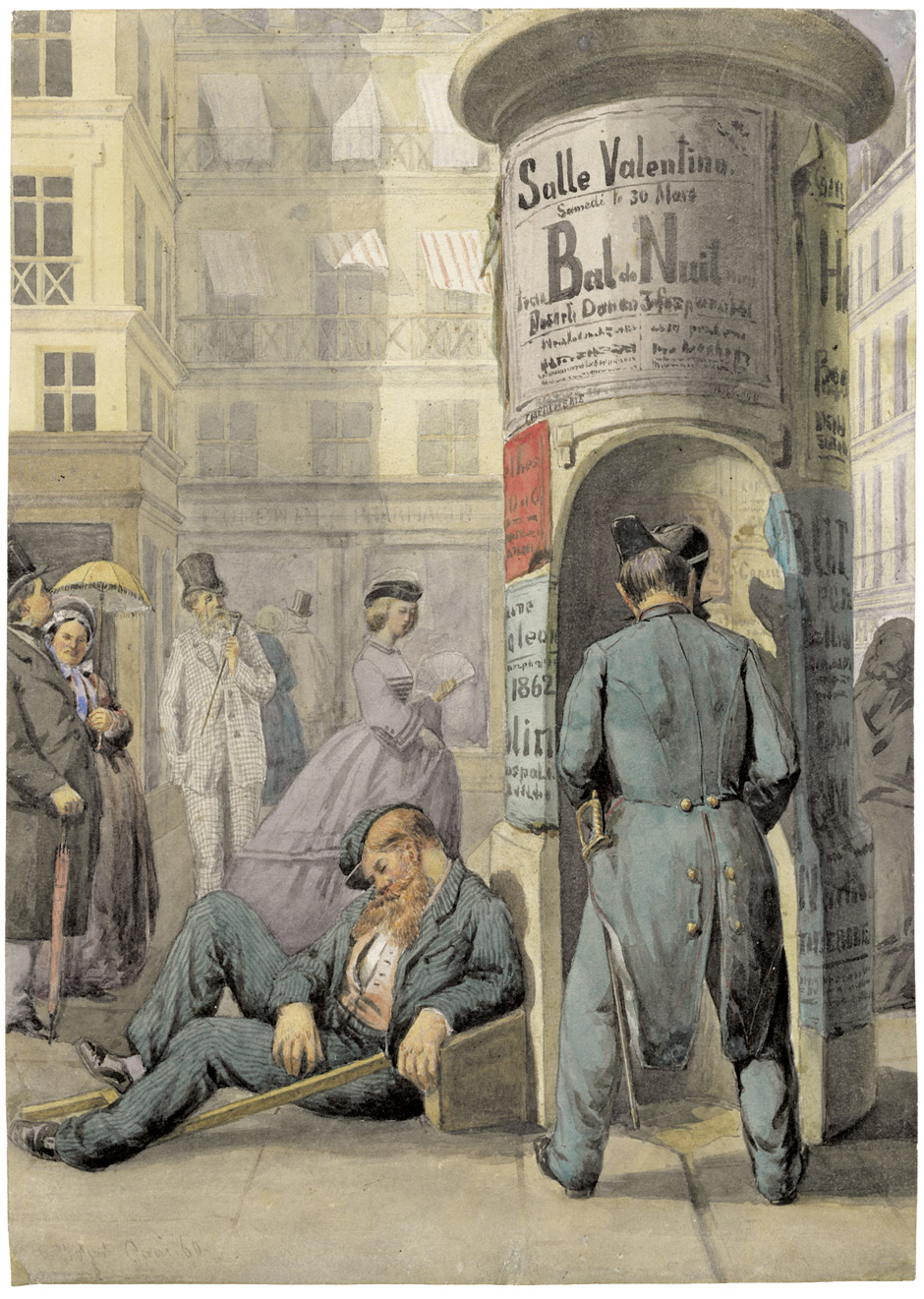
Colonne mauresque (1860), par Charles Hoguet.

À Paris en 1839, le préfet de la Seine Gabriel Delessert autorise l'installation des « colonnes moresques » : l'affichage municipal est placardé sur un panneau de bois adossé à l'extérieur des urinoirs, édicules urbains installés par la ville. Ces édicules sont améliorés sous Napoléon III par le Service des promenades et plantations dirigé depuis 1854 par l’ingénieur Adolphe Alphand qui perfectionne l'installation en isolant l'intérieur du regard par un écran et en éclairant l'intérieur avec un bec de gaz. La construction est redessinée par l'architecte en chef de ce service Gabriel Davioud, qui remplace la maçonnerie par une structure en fonte mais sa double fonction (affichage et urinoir) continue de provoquer des critiques, si bien que le comte Baciochi, ministre d’État et surintendant général des Théâtres, lance un concours pour trouver un nouveau support exclusivement réservé à l'affichage.

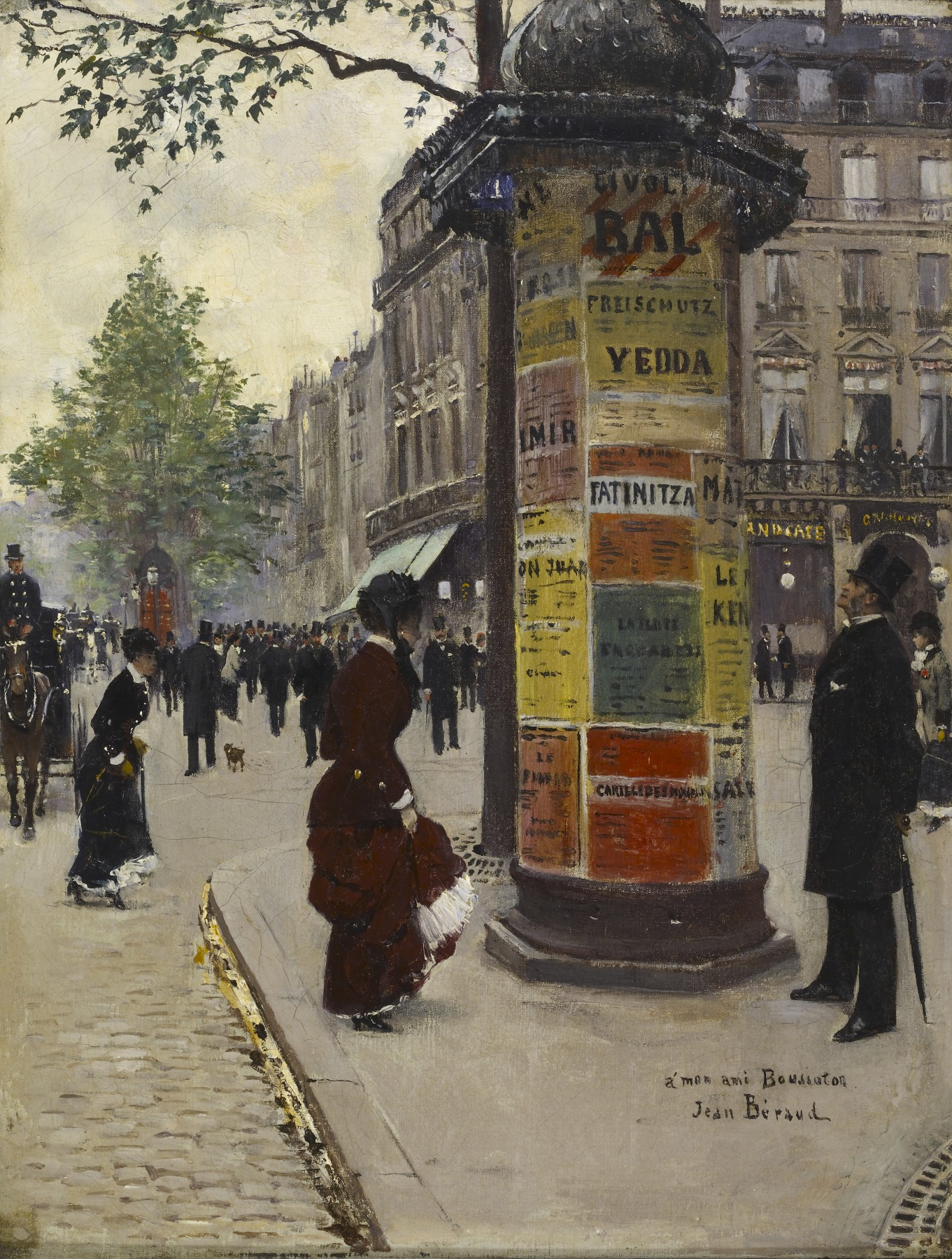
Jean Béraud, Colonne Morris (entre 1880 et 1884), Baltimore, Walters Art Museum.

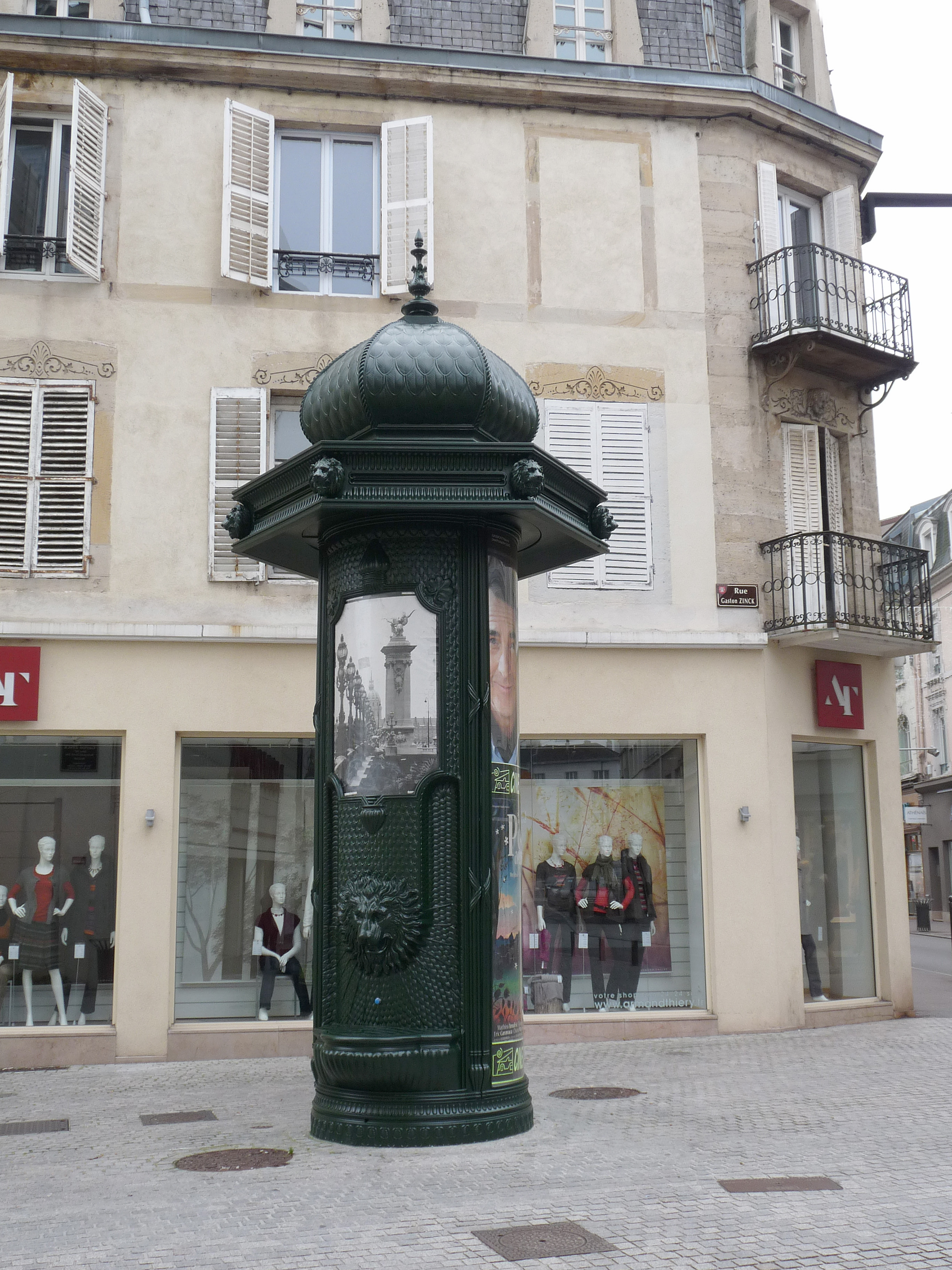
Une colonne Morris à Épinal, rue Gaston-Zinck, équipée d’une fontaine ornée d’un mascaron en forme de tête de lion.

En Allemagne, l'invention des colonnes d'information sur les spectacles est attribuée au Berlinois Ernst Litfaß (1816-1874) qui les introduit en décembre 1854 afin de lutter contre l'affichage sauvage. Là-bas, elles sont nommées d'après leur inventeur : « Litfaßsäulen ».

### Monopole parisien
Le 1er août 1868, les imprimeurs Richard et Richard-Gabriel Morris, père et fils, entre autres spécialisés dans la promotion des spectacles parisiens, remportent le concours. Ils s'inspirent des Litfaßsäulen (Litfaßsäule, sg.) pour créer les « colonnes-affiches », qui portent ensuite leur nom, coiffant ses édicules en fonte verte d'une toiture (composée d’une marquise hexagonale, décorée aux angles de six mufles de lions, le tout surmonté d’un dôme bombé et décoré d’écailles et d’une flèche ornée de feuilles d’acanthe)  pour protéger les affiches de la pluie. Le baron Haussmann concède ainsi à l'entreprise « Typographie Morris père et fils » le monopole des colonnes d'affichage encollé suivant des durées allant de neuf à douze ans, l'entreprise s'engageant à couvrir tous les frais de construction des supports et d'affichage. La dernière colonne moresque disparaît en 1877 et est désormais remplacée par la vespasienne.
Devenue La Compagnie Fermière des Colonnes Morris, l'entreprise a été rachetée en 1986 par la société JCDecaux : les colonnes Morris/JCDecaux sont désormais présentes dans de nombreuses villes d'Europe[réf. nécessaire]. Depuis 1986, JCDecaux continue de faire appel à G.H.M pour les secteurs inférieurs des colonnes (socle en fonte), contrairement au dôme qui est désormais fabriqué par rotomoulage (plastique) et aux montants des colonnes réalisés dans un matériau composite[réf. nécessaire].
En 1898, il y avait 225 colonnes dans Paris, rapportant annuellement à la ville la somme de 100 000 francs-or. Originellement, l'intérieur de la colonne servait de resserre destinée à entreposer le matériel d'affichage.

### Destructions de 2006
La décision de 2006 du maire de Paris, Bertrand Delanoë, de détruire 223 colonnes Morris (en réduisant le nombre d'emplacements retenus de 773 à 550), au motif de « désencombrer l'espace public », suscite une polémique.
Les colonnes Morris sont devenues des objets emblématiques de l'image de Paris, au même titre que les fontaines Wallace et les entrées de métro d'Hector Guimard. Les détracteurs reprochent à la municipalité d'utiliser le prétexte du confort visuel pour masquer la nouvelle donne financière (11 M€) négociée avec le concessionnaire. Les diverses associations de défense s'inquiètent de la disparition d'un support consacré aux arts du spectacle au profit de supports publicitaires plus rentables. Ces supports emblématiques sont remplacés par les colonnes Wilmotte gris métallisé conçues par l'architecte Jean-Michel Wilmotte.

### Renouvellement
Le 28 février 2019, l'entreprise JCDecaux annonce avoir remporté un appel d'offres pour le changement de 550 colonnes Morris à Paris,. Le communiqué de presse de l'entreprise précise que les nouvelles Colonnes ont été dessinées et conçues par les designers du bureau d'études de l'entreprise : 

« Un modèle unique de colonne succèdera aux deux modèles qui coexistent actuellement (le modèle Davioud et le modèle dessiné par Jean-Michel Wilmotte). Cette création inédite se fonde sur des travaux réalisés avec un historien de l'architecture afin que la nouvelle colonne s'inscrive dans la continuité de la colonne historique : les Parisiens découvriront ainsi une colonne totalement nouvelle et à la fois résolument familière, avec sa silhouette élancée, ses ornements sobres et élégants, sa marquise hexagonale ornée de 6 mufles de lions, gardiens de la culture et de la liberté d'expression. Les colonnes de Paris conserveront leur couleur actuelle. »

Le nouveau contrat prévoit qu'à l'issue du contrat, la Ville de Paris sera propriétaire de ce mobilier urbain.

## Fonctionnement
La surface d'affichage des colonnes Morris est d'environ 4 m²[réf. nécessaire].

## Galerie

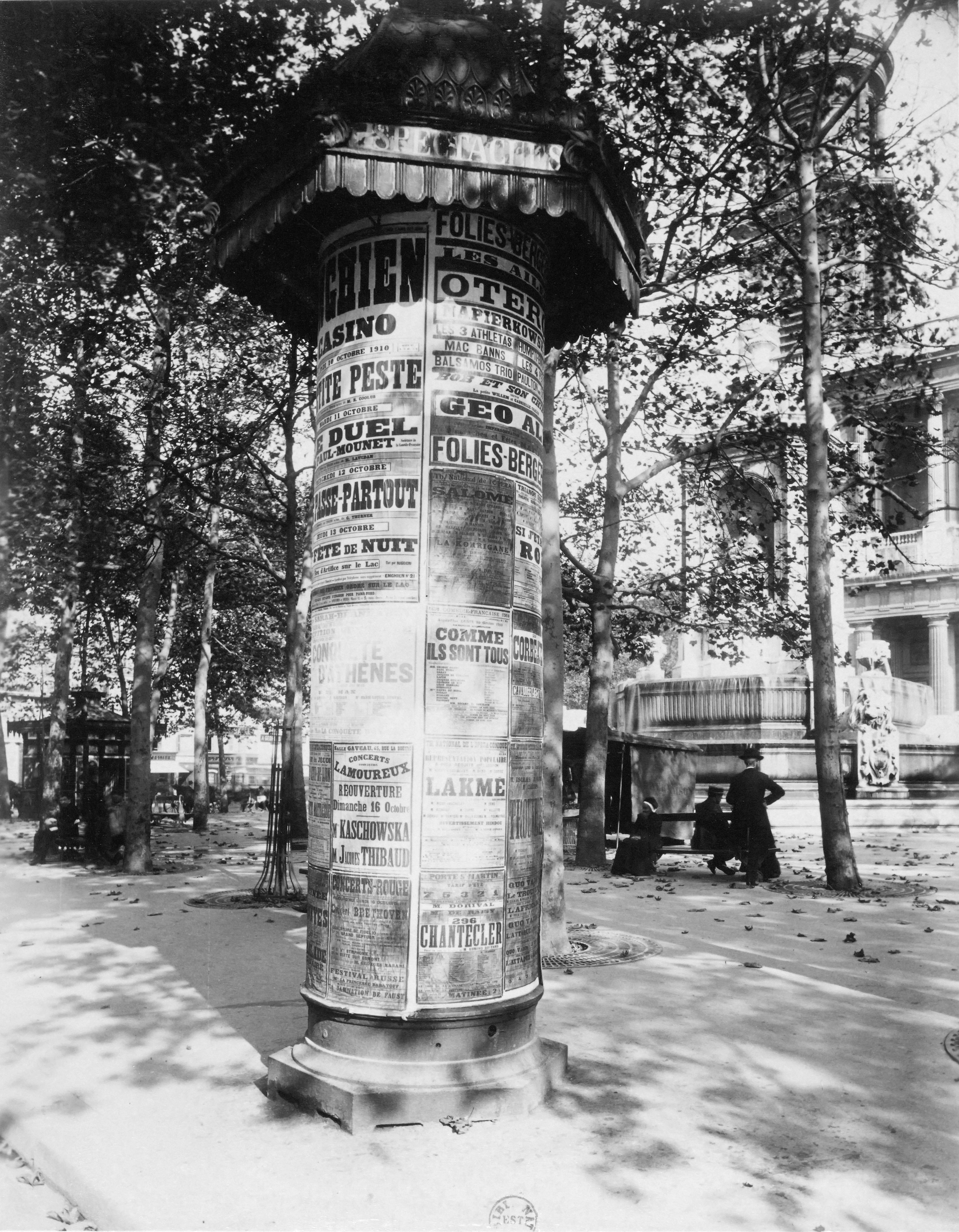
Place Saint-Sulpice à Paris, 1910-1911, par Eugène Atget.
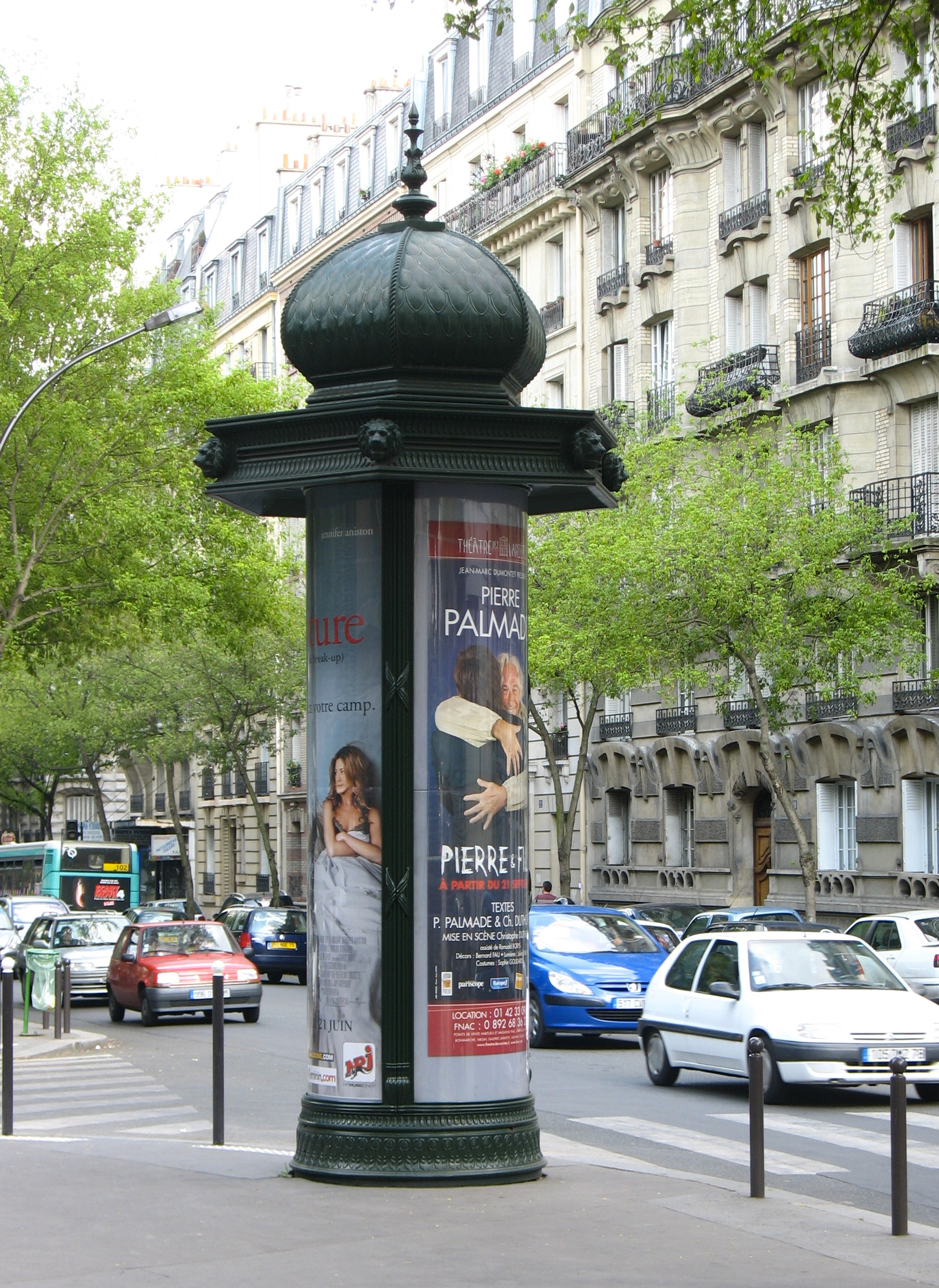
Paris.
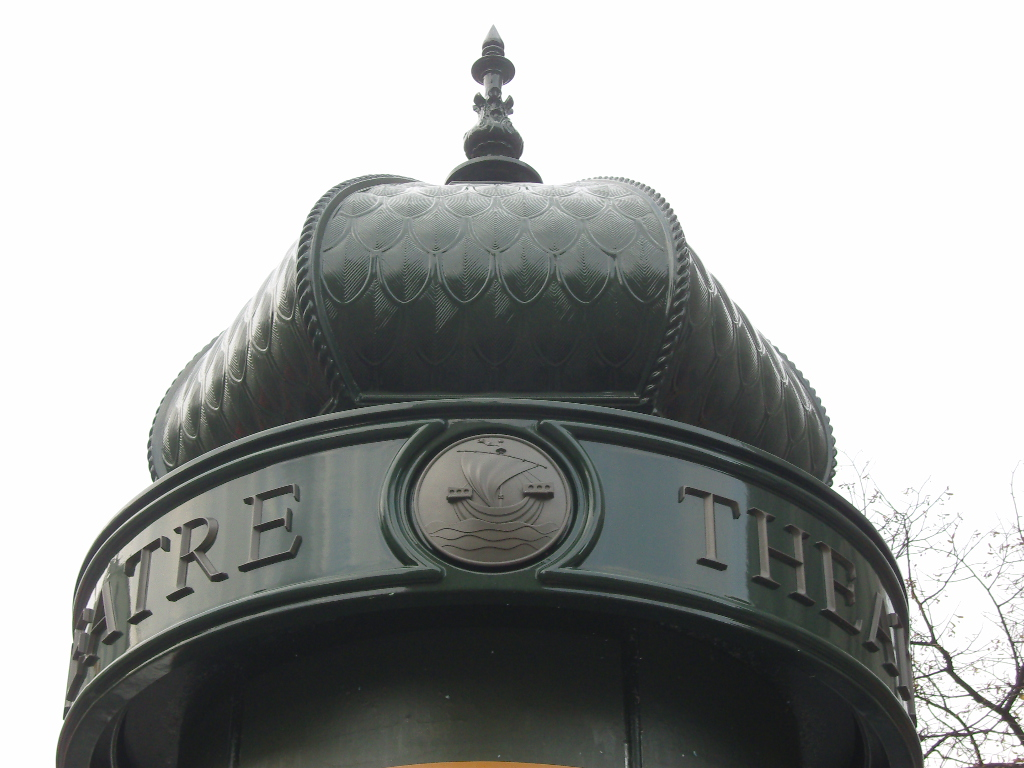
Paris, détail.
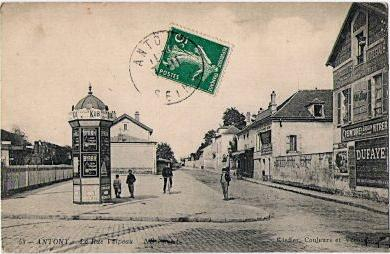
Une colonne Morris à Antony, sur une carte postale ancienne.
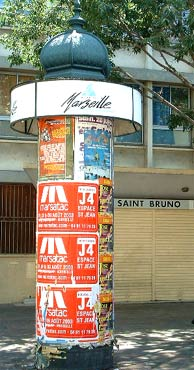
Affichage libre sur une colonne Morris à Marseille.
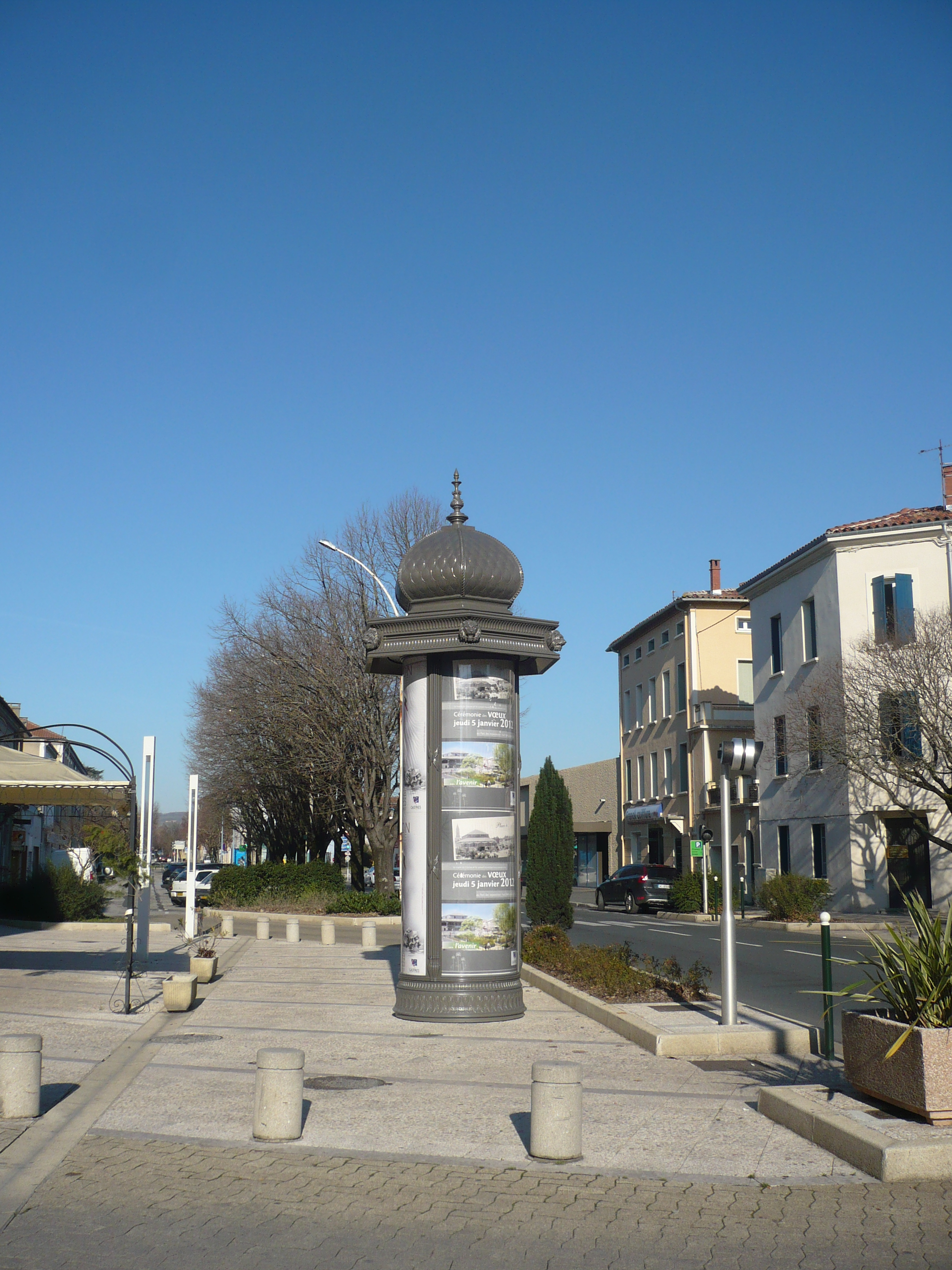
Affichage sur une colonne Morris à Castres dans le Tarn.

## Autres pays
Les colonnes d'affichage existent également dans des pays autres que la France. Dans les pays de langue allemande, on parle de Litfaßsäule (« colonne Litfaß »). Il y en a également beaucoup dans les rues de San Francisco.

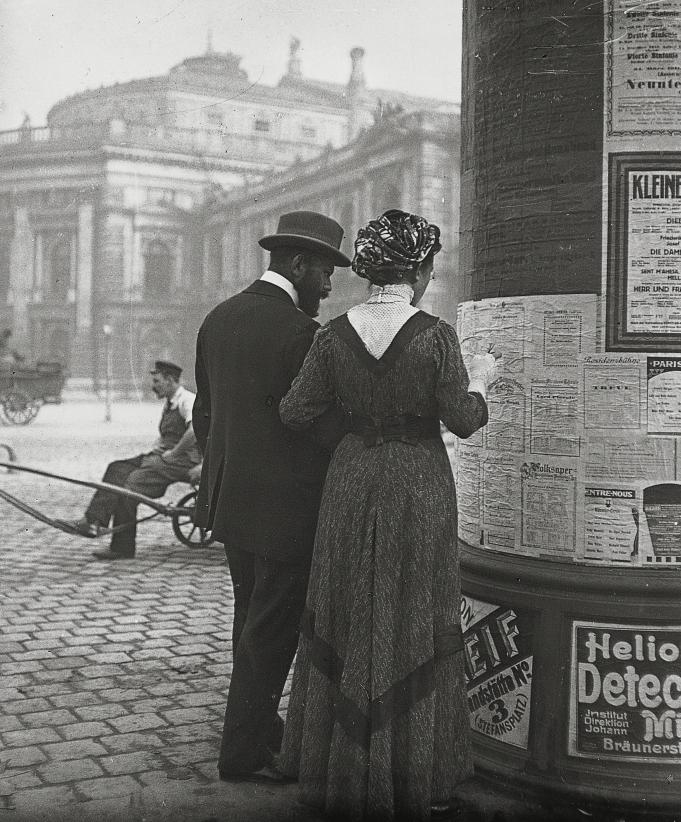
Passants consultant les programmes de théâtres sur une colonne d’affichage près du Burgtheater de Vienne en Autriche, photographiés par Emil Mayer au début du XXe siècle.
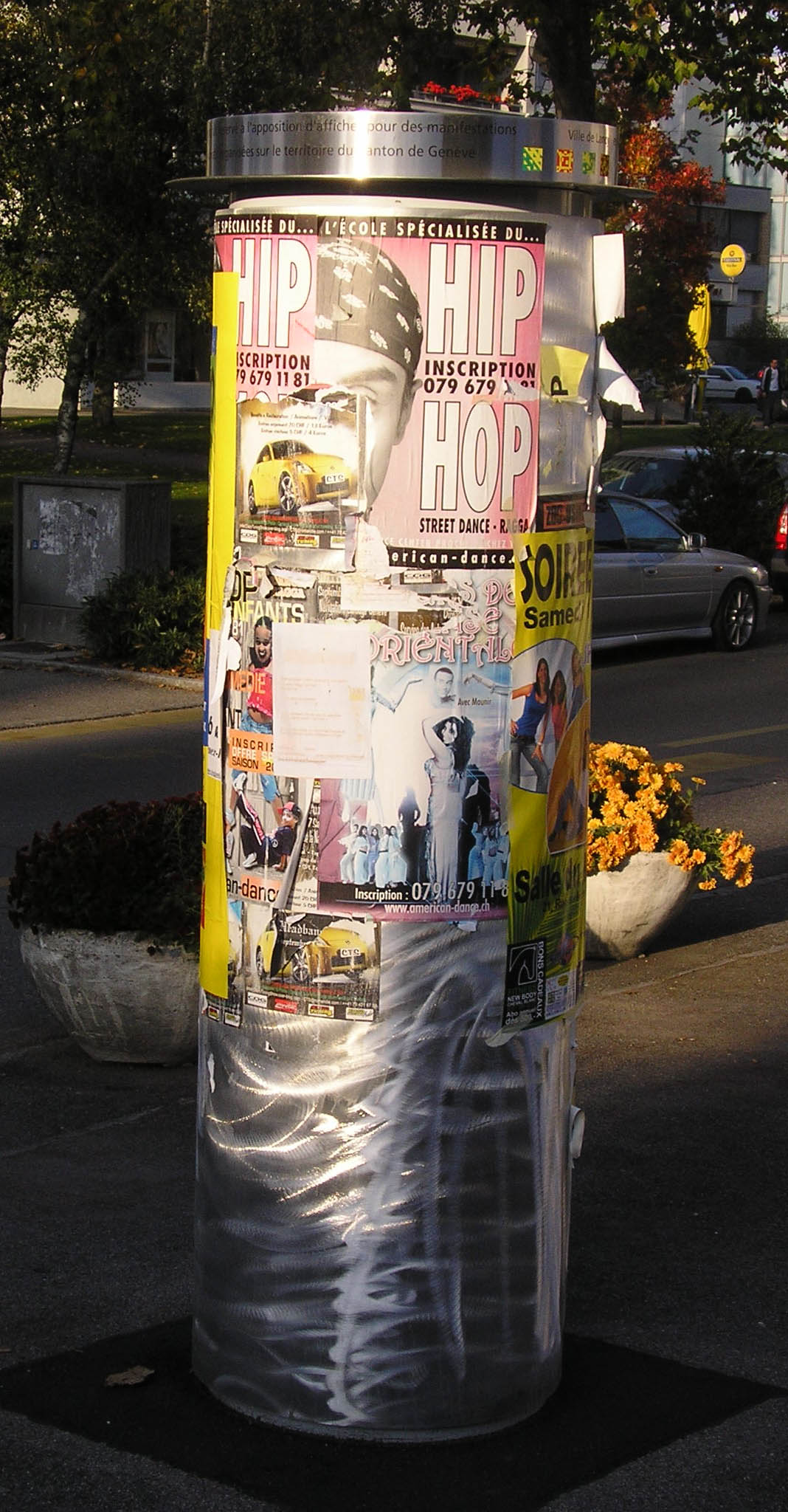
Lancy (Genève), en Suisse.
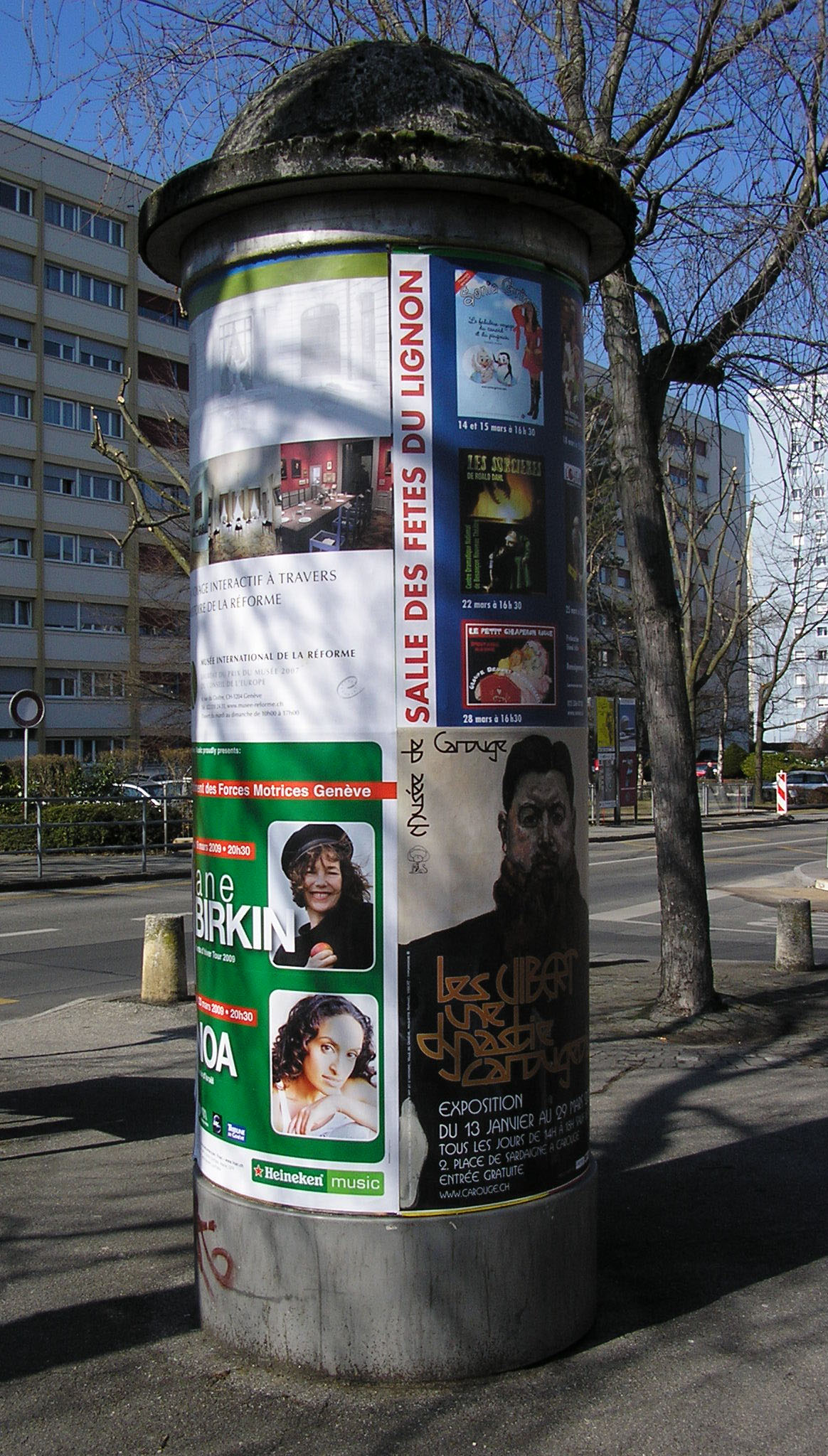
Onex (Genève), en Suisse.
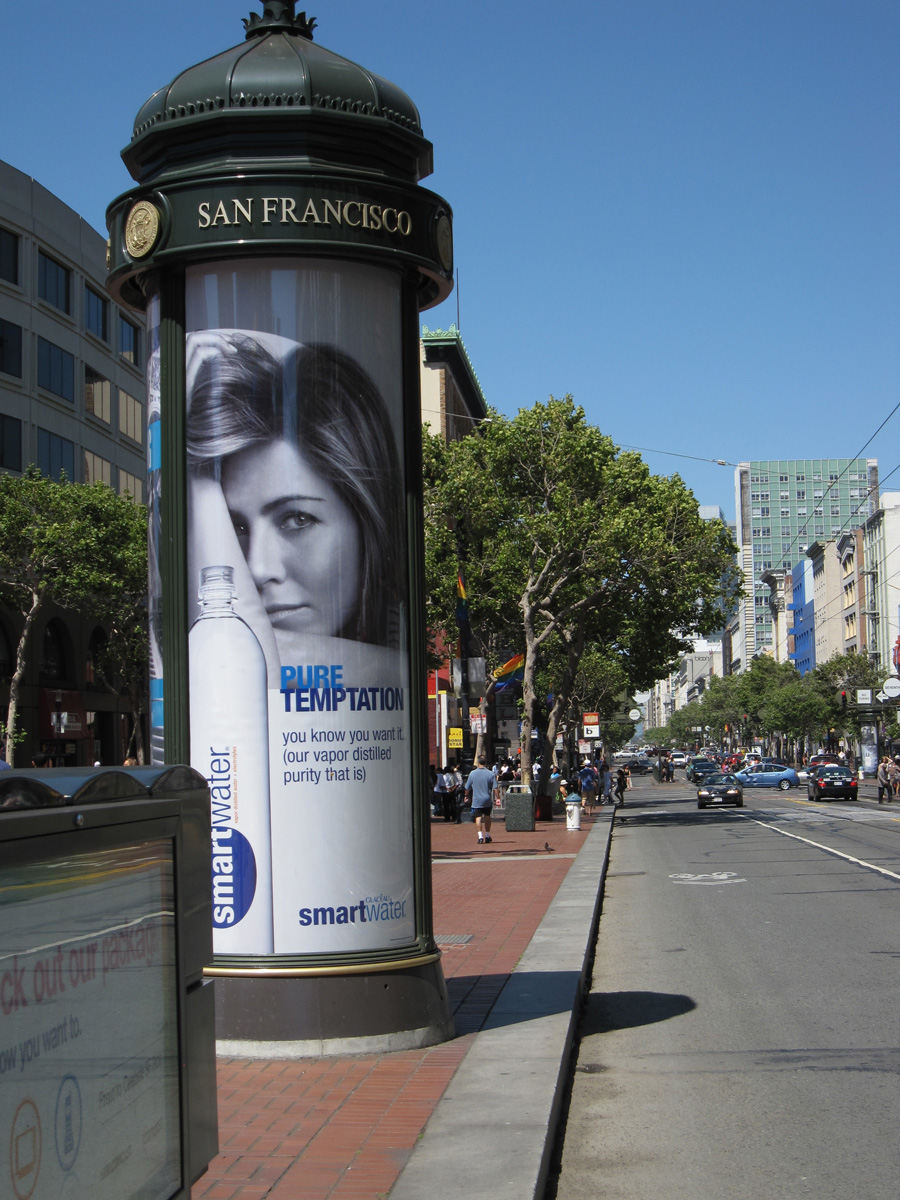
Une colonne Morris sur Market Street, San Francisco (Californie).
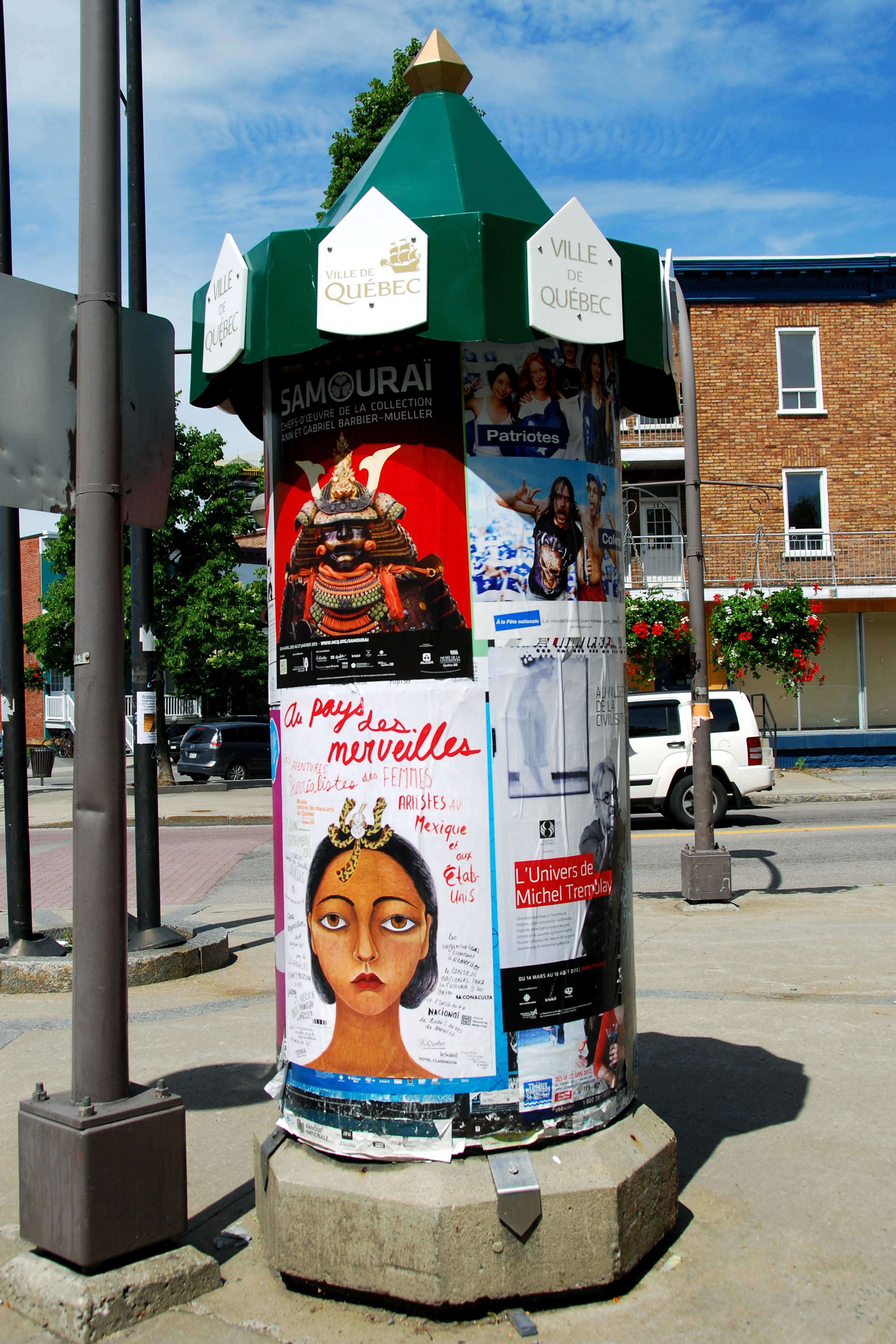
Une colonne à Québec, au Canada.

## Dans la littérature
- « Tous les matins je courais jusqu'à la colonne Morris pour voir les spectacles qu'elle annonçait. Rien n'était plus désintéressé et plus heureux que les rêves offerts à mon imagination par chaque pièce annoncée, et qui étaient conditionnés à la fois par les images inséparables des mots qui en composaient le titre et aussi de la couleur des affiches encore humides et boursouflées de colle sur lesquelles il se détachait. » (Marcel Proust, À la recherche du temps perdu : du côté de chez Swann)[10].